# 秋山博子
秋山 博子（あきやま ひろこ、1967年6月4日 - ）は、日本の青森放送（RAB）に在職する営業局次長・CM部長、ディレクターで、元アナウンサー。岩手県盛岡市出身。血液型はA型。身長は157cm。

## 略歴
1991年4月、実践女子大学卒業後、青森放送に入社する。
2003年3月、青森放送を退社し、フリーに転向。TBSテレビ『ベストタイム』のリポーターを担当する。
2004年9月、青森放送にアナウンサーとして復帰する。
2010年、NNSアナウンス大賞ラジオ部門を受賞。
2015年4月、報道局アナウンス部副参事。10月1日、報道局アナウンス部部長。
アナウンス職に携わる一方、同局での公開収録番組を兼ねたイベント「津軽弁の日」にも主催者である「津軽弁の日やるべし会」特別会員として出演。
2018年4月1日付けの人事異動で、制作局次長に就任。アナウンス部を離れたが、ラジオ番組『うたあきッ♪』には引き続き出演。
盛岡に住む父親の看病のため、番組出演を見合わせている。

## ディレクター担当番組
ラジオ
- あおもり長寿セミナー
- 畑でグラッツェ
- 朝ワイ!ダッシュ（水曜担当、2018年4月4日 - ）
- 今日も!あさぷり（水曜担当、2018年4月4日 - ）
- 朝から おとらじ！

テレビ
- あなたとRAB
- 広報はちのへ

## 出演番組

### 現在の出演番組
- 津軽弁の日（ラジオorテレビ）[4]

ラジオ
- 一曲入魂（ナイターオフシーズンのみ放送のミニ番組）※制作局への異動後も出演

### 過去の出演番組
テレビ
- スター誕生!（日本テレビ。RAB入社前の1983年春に出場）
- てるてる天気(MC：1991年-　17:50-18:00)
- 出会いふれあい生テレビ（1995年4月 - ?、弘前中継・キャスター）
  - @なまてれ（ニュースを不定期担当）
- ズームイン!!朝!（日本テレビ系列全国ネット。1996年4月 - 2001年9月）
- ズームイン!!SUPER（日本テレビ系列全国ネット。2001年10月 - 2003年3月）[注 7]
- ベストタイム（TBSテレビ。フリー時代にリポーターとして出演）
- 一輪車はとまらない!（ナレーター） ※2013年日本民間放送連盟賞テレビエンターテインメント番組部門優秀賞
- あの瞬 RABテレビが伝えた青森（2009年10月 - 2015年3月。不定期ナレーション）[注 8]
- 天気予報（ナレーション 2001年7月2日 - 2011年7月24日）
- RABニュースレーダー（メインキャスター[注 9]：2004年10月4日 - 2018年3月30日[11]、新人時代にも天気予報を担当[11]）[注 10]
- RABゲストルーム（不定期）
- 地上デジタルテレビジョン放送のオープニング・クロージング（2006年7月1日 - 2020年12月6日）[注 11]

ラジオ
- サタデー夢ラジオ
  - 『大友寿郎とサタデー夢ラジオ』（サブパーソナリティ、1991年9月[6] - 1997年3月）
  - 『秋山博子とサタデー夢ラジオ』（メインパーソナリティ、1997年4月 - 1999年9月）
- 聞かぬはHOT-KI（1994年4月 - 1995年9月 水曜夜）
- HIROKOのウルトラ2HOT WAVE（1994年4月）→ Coke Teens Club・HIROKOのウルトラHi!スクール（1995年4月 - 不明）
- AN-HITORI（不定期）
- シネマテーク9（タイトルコール）[注 12]
- 海の気象ニュース（同上）
- 伊奈かっぺい・旅の空うわの空（アシスタント。? - 2016年4月4日）[注 13]
- 唄っこいいもの（パーソナリティ。? - 2016年3月26日）[注 14]
- 歌のない歌謡曲（ナビゲーター。? - 2017年3月31日）[注 15]
- RAB月曜夜話（不定期朗読）
- うたあきッ♪（2017年4月3日 - ） ※制作局への異動後も出演[11]。
- 朝から おとらじ!（2018年10月1日 - 2024年9月27日）